# Vasily Perovsky
Vasily Perovsky Alekseevich (1794-1857) foi um general e estadista do Império Russo.
O filho não-legitimado do conde Aleksey Kirillovich Razumovsky, que se tornaria Ministro Nacional da Educação da Rússia, Perovsky estou na Universidade de Moscou, e depois se juntou à comitiva do imperador Alexandre I em 1811. Enquanto ele voltava para Moscou depois da Batalha de Borodino, os franceses o mantiveram como prisioneiro; ele continuou em cativeiro até à queda de Paris em 1814.
Perovsky foi seriamente ferido na guerra contra a Turquia de 1828.
Em 1833, Perovsky foi escalado o governador militar de Orenburg no sudeste da fronteira do Império Russo. Em 1839, ele liderou uma invasão ao Canato de Quiva - em parte para soltar os escravos russos capturados das fronteiras russas no Mar Cáspio e vendidos pelos assaltantes turcomenos, mas também como uma tentativa de estender a área da Rússia em direção a Ásia Central, enquanto o Império Britânico era enredado na Primeira Guerra Anglo-Afegã de 1839-1842. A força expedicionária de Perovsky constituiu de 5200 soldados e 10.000 camelos. Por causa do mal planejamento e um pouco de azar, eles partiram em direção ao sul em novembro de 1939 em um dos piores invernos da história, e tiveram que recuar em fevereiro de 1840. A força expedicionária retornou para Orenburg em maio, tendo sofrido mais de 1.000 baixas, em sua maioria por frio e doenças.

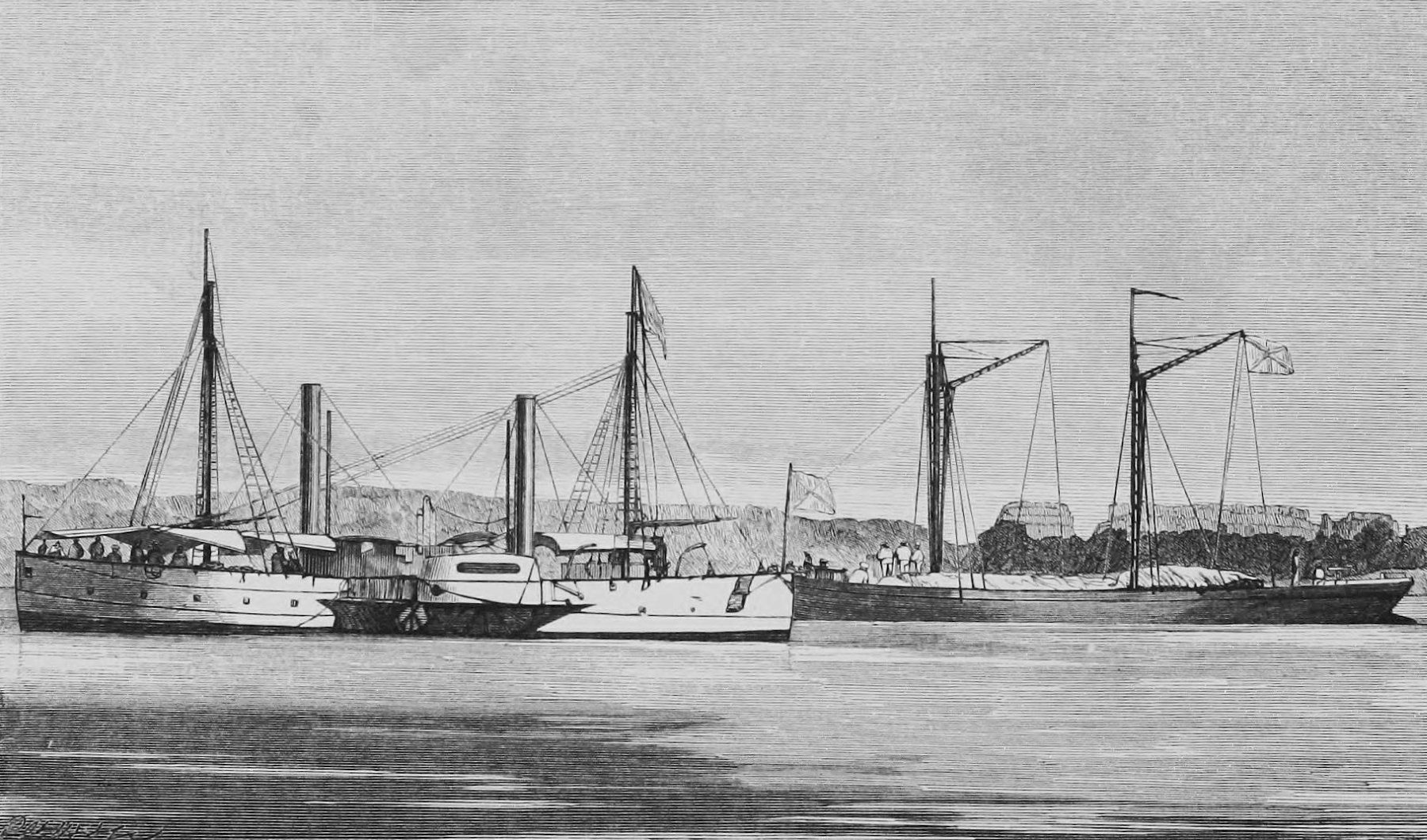
Flotilha de Aral de Perovsky na década de 1850. Um dos navios a vapor foi nomeado em homenagem ao próprio Perovsky.

Em 1842, Perovsky deixou a posição de governador de Orenburg, mas retornou ao escritório em 1851-1857. Desta vez, sua campanha na Ásia central (hoje Cazaquistão central) contra os Canatos de Quiva e Cocande se provou com muito mais sucesso. Depois de suas tropas tomaram a fortaleza de Cocande de Ak-Mechet em 1853, o forte foi renomeado Forte-Perovsky em sua homenagem. Seus sucessos militares forçaram o Canato de Quiva a fazer concessões no seu tratado de 1854 com o Império Russo.
Pelas suas conquistas, Perovsky foi feito conde em 1855.